# Goodnight and Go
Goodnight and Go è un singolo della cantautrice britannica Imogen Heap, pubblicato il 25 aprile 2006 come secondo estratto dal secondo album in studio Speak for Yourself.

## Descrizione
Il brano, scritto e prodotto dalla stessa interprete, è composto in chiave di Re bemolle maggiore ed ha un tempo di 110 battiti per minuto.

## Tracce
CD e 45 giri
1. Goodnight and Go (Immi's Radio Mix) – 3:26
2. Speeding Cars – 3:31

CD promozionale
1. Goodnight and Go (Immi's Radio Mix) – 3:26
2. Goodnight and Go – 3:52

## Classifiche
| Classifica (2006) | Posizione massima |
| ----------------- | ----------------- |
| Regno Unito       | 56                |

## Versione di Ariana Grande
La cantante statunitense Ariana Grande ha realizzato una cover/remix del brano per il suo quarto album in studio Sweetener, uscito nell'agosto 2018, intitolata Goodnight n Go.
La nuova versione è stato scritta dalla Grande e Victoria Monét insieme ai suoi produttori Tommy Brown, Charles Anderson e Michael Foster. Dal punto di vista musicale, Goodnight n Go è un brano EDM e future bass che contiene elementi tropical e deep house.

### Antefatti
Prima di registrare la canzone, Grande aveva espresso ammirazione per la musica di Imogen Heap, citandola come fonte di ispirazione musicale. Heap ha detto a Billboard, nel 2018, "Penso che per il suo 21° compleanno, sua madre mi ha mandato un'e-mail in qualche modo e mi ha chiesto, 'Ariana può venire a cena?' Così è venuta a casa mia nel mezzo della campagna nella periferia di Londra." Le due hanno preparato una cena vegana (Ariana Grande è vegana) e hanno sperimentato la tecnologia e i dispositivi musicali della Heap.
Una volta registrata la canzone, la produzione fu curata da Tommy Brown, Charles Anderson e Michael Foster. Il brano è stato registrato a Glenwood Place a Burbank, in California, con Jeremy Lertola come ingegnere del suono. Serban Ghenea ha mixato il brano, mentre John Hanes è stato assistente al mixaggio. La versione della Grande utilizza un campione dell'originale come parte di un arrangiamento originale, riarmonizzando e riorganizzando la struttura della canzone. Il ritornello e il testo del bridge dell'originale sono stati mantenuti, con una nuova strofa scritta dalla Grande.

### Composizione
Goodnight n Go è una canzone EDM e future bass, con elementi tropicali e deep house. La durata complessiva è di tre minuti e nove secondi. Secondo lo spartito pubblicato su Musicnotes.com da Universal Music Publishing Group, la canzone è composta nella tonalità di Do# maggiore con un tempo di 111 battiti al minuto. La voce di Grande spazia dalla nota Fa♯ 3 a Sol b5.

### Reazione
Imogen Heap ha risposto positivamente alla cover/remix, definendola "un regalo", dicendo alla rivista Billboard, "...[Ariana Grande] continuava a twittare a riguardo e la gente diceva, 'Farai una cover di Goodnight and Go su Twitter?' Suo fratello Frankie Grande mi ha mandato un messaggio con la canzone, e l'ho ascoltata e ho pensato che fosse davvero grandiosa. Mi è piaciuta molto. Sono così felice, ora sorrido. Sembra un regalo quando qualcuno così famoso riprende una canzone che ha fatto il suo tempo e le dà una seconda vita, è un vero regalo. Penso che ne abbia fatto una bella versione. Adoro quel verso impertinente che ha messo lì e l'ha distorto alla fine. Cosa c'è che non va? ...una canzone del suo album è come dieci dei miei album, quindi è piuttosto bella. È come un regalo."

### Esibizioni dal vivo
Il brano è stato presentato per la prima volta dal vivo da Grande durante The Sweetener Sessions. Successivamente è stata eseguita durante lo Sweetener World Tour in tutte le date dal 18 marzo all'11 maggio 2019, prima di essere sostituita da Get Well Soon. La canzone è stata eseguita anche durante la prima serata dell'esibizione  al Coachella Valley Music and Arts Festival il 14 aprile 2019.
Imogen Heap ha anche eseguito un mashup della sua versione e di quella della Grande durante le date nordamericane del suo tour mondiale, dal 28 aprile all'8 giugno 2019.

### Classifiche
| Classifica (2018) | Posizione massima |
| ----------------- | ----------------- |
| Australia         | 57                |
| Canada            | 67                |
| Portogallo        | 76                |
| Scozia            | 72                |
| Stati Uniti       | 87                |
| Ungheria          | 19                |